# Arrondissement de Rethel
L'arrondissement de Rethel est un arrondissement français situé dans le département des Ardennes en région Grand Est.

## Composition

### Composition avant 2015
Il s'agit d'un territoire rural et de faible densité de population, mais qui bénéficie d'une proximité relative de l'agglomération rémoise, la plus importante de Champagne-Ardenne, ce qui lui permet d'être le seul arrondissement du département à gagner des habitants.
Liste des 6 cantons de l'arrondissement de Rethel :
- canton d’Asfeld (5 820 habitants) ;
- canton de Château-Porcien (4 113 habitants) ;
- canton de Chaumont-Porcien (2 581 habitants) ;
- canton de Juniville (5 274 habitants) ;
- canton de Novion-Porcien (4 930 habitants) ;
- canton de Rethel (13 905 habitants).

### Découpage communal depuis 2015
Depuis 2015, le nombre de communes des arrondissements varie chaque année soit du fait du redécoupage cantonal de 2014 qui a conduit à l'ajustement de périmètres de certains arrondissements, soit à la suite de la création de communes nouvelles. Le nombre de communes de l'arrondissement de Rethel reste quant à lui inchangé depuis 2015 et égal à 101.
Au 1er janvier 2024, l'arrondissement groupe les 101 communes suivantes :
| Nom                         | Code Insee | Intercommunalité             | Superficie (km2) | Population (dernière pop. légale) | Densité (hab./km2) | Modifier                                    |
| --------------------------- | ---------- | ---------------------------- | ---------------- | --------------------------------- | ------------------ | ------------------------------------------- |
| Rethel (chef-lieu)          | 08362      | CC du Pays Rethélois         | 18,58            | 7 435 (2022)                      | 400                | modifier les données · modifier les données |
| Acy-Romance                 | 08001      | CC du Pays Rethélois         | 11,13            | 490 (2022)                        | 44                 | modifier les données · modifier les données |
| Aire                        | 08004      | CC du Pays Rethélois         | 6,29             | 247 (2022)                        | 39                 | modifier les données · modifier les données |
| Alincourt                   | 08005      | CC du Pays Rethélois         | 8,62             | 161 (2022)                        | 19                 | modifier les données · modifier les données |
| Amagne                      | 08008      | CC du Pays Rethélois         | 9,32             | 787 (2022)                        | 84                 | modifier les données · modifier les données |
| Ambly-Fleury                | 08010      | CC du Pays Rethélois         | 5,88             | 134 (2022)                        | 23                 | modifier les données · modifier les données |
| Annelles                    | 08014      | CC du Pays Rethélois         | 12,31            | 130 (2022)                        | 11                 | modifier les données · modifier les données |
| Arnicourt                   | 08021      | CC du Pays Rethélois         | 8,33             | 150 (2022)                        | 18                 | modifier les données · modifier les données |
| Asfeld                      | 08024      | CC du Pays Rethélois         | 22,19            | 1 081 (2022)                      | 49                 | modifier les données · modifier les données |
| Auboncourt-Vauzelles        | 08027      | CC des Crêtes Préardennaises | 5,40             | 96 (2022)                         | 18                 | modifier les données · modifier les données |
| Aussonce                    | 08032      | CC du Pays Rethélois         | 19,14            | 232 (2022)                        | 12                 | modifier les données · modifier les données |
| Avançon                     | 08038      | CC du Pays Rethélois         | 20,99            | 346 (2022)                        | 16                 | modifier les données · modifier les données |
| Avaux                       | 08039      | CC du Pays Rethélois         | 13,19            | 511 (2022)                        | 39                 | modifier les données · modifier les données |
| Balham                      | 08044      | CC du Pays Rethélois         | 1,77             | 150 (2022)                        | 85                 | modifier les données · modifier les données |
| Banogne-Recouvrance         | 08046      | CC du Pays Rethélois         | 19,01            | 163 (2022)                        | 8,6                | modifier les données · modifier les données |
| Barby                       | 08048      | CC du Pays Rethélois         | 11,32            | 388 (2022)                        | 34                 | modifier les données · modifier les données |
| Bergnicourt                 | 08060      | CC du Pays Rethélois         | 8,16             | 296 (2022)                        | 36                 | modifier les données · modifier les données |
| Bertoncourt                 | 08062      | CC du Pays Rethélois         | 6,83             | 128 (2022)                        | 19                 | modifier les données · modifier les données |
| Biermes                     | 08064      | CC du Pays Rethélois         | 7,96             | 314 (2022)                        | 39                 | modifier les données · modifier les données |
| Bignicourt                  | 08066      | CC du Pays Rethélois         | 8,62             | 66 (2022)                         | 7,7                | modifier les données · modifier les données |
| Blanzy-la-Salonnaise        | 08070      | CC du Pays Rethélois         | 12,13            | 397 (2022)                        | 33                 | modifier les données · modifier les données |
| Brienne-sur-Aisne           | 08084      | CC du Pays Rethélois         | 12,23            | 276 (2022)                        | 23                 | modifier les données · modifier les données |
| Chappes                     | 08102      | CC des Crêtes Préardennaises | 9,59             | 82 (2022)                         | 8,6                | modifier les données · modifier les données |
| Château-Porcien             | 08107      | CC du Pays Rethélois         | 17,31            | 1 297 (2022)                      | 75                 | modifier les données · modifier les données |
| Le Châtelet-sur-Retourne    | 08111      | CC du Pays Rethélois         | 9,94             | 775 (2022)                        | 78                 | modifier les données · modifier les données |
| Chaumont-Porcien            | 08113      | CC des Crêtes Préardennaises | 35,97            | 486 (2022)                        | 14                 | modifier les données · modifier les données |
| Chesnois-Auboncourt         | 08117      | CC des Crêtes Préardennaises | 4,71             | 162 (2022)                        | 34                 | modifier les données · modifier les données |
| Condé-lès-Herpy             | 08126      | CC du Pays Rethélois         | 11,55            | 219 (2022)                        | 19                 | modifier les données · modifier les données |
| Corny-Machéroménil          | 08132      | CC du Pays Rethélois         | 10,54            | 193 (2022)                        | 18                 | modifier les données · modifier les données |
| Coucy                       | 08133      | CC du Pays Rethélois         | 6,39             | 530 (2022)                        | 83                 | modifier les données · modifier les données |
| Doumely-Bégny               | 08143      | CC des Crêtes Préardennaises | 7,80             | 78 (2022)                         | 10                 | modifier les données · modifier les données |
| Doux                        | 08144      | CC du Pays Rethélois         | 6,52             | 102 (2022)                        | 16                 | modifier les données · modifier les données |
| Draize                      | 08146      | CC des Crêtes Préardennaises | 6,79             | 90 (2022)                         | 13                 | modifier les données · modifier les données |
| L'Écaille                   | 08148      | CC du Pays Rethélois         | 9,15             | 260 (2022)                        | 28                 | modifier les données · modifier les données |
| Écly                        | 08150      | CC du Pays Rethélois         | 9,36             | 169 (2022)                        | 18                 | modifier les données · modifier les données |
| Faissault                   | 08163      | CC des Crêtes Préardennaises | 6,07             | 257 (2022)                        | 42                 | modifier les données · modifier les données |
| Faux                        | 08165      | CC des Crêtes Préardennaises | 3,28             | 63 (2022)                         | 19                 | modifier les données · modifier les données |
| Fraillicourt                | 08178      | CC des Crêtes Préardennaises | 14,39            | 171 (2022)                        | 12                 | modifier les données · modifier les données |
| Givron                      | 08192      | CC des Crêtes Préardennaises | 7,15             | 94 (2022)                         | 13                 | modifier les données · modifier les données |
| Gomont                      | 08195      | CC du Pays Rethélois         | 7,23             | 320 (2022)                        | 44                 | modifier les données · modifier les données |
| Grandchamp                  | 08196      | CC des Crêtes Préardennaises | 7,28             | 89 (2022)                         | 12                 | modifier les données · modifier les données |
| Hagnicourt                  | 08205      | CC des Crêtes Préardennaises | 5,75             | 68 (2022)                         | 12                 | modifier les données · modifier les données |
| Hannogne-Saint-Rémy         | 08210      | CC du Pays Rethélois         | 18,09            | 111 (2022)                        | 6,1                | modifier les données · modifier les données |
| Hauteville                  | 08219      | CC du Pays Rethélois         | 5,61             | 123 (2022)                        | 22                 | modifier les données · modifier les données |
| Herpy-l'Arlésienne          | 08225      | CC du Pays Rethélois         | 10,64            | 213 (2022)                        | 20                 | modifier les données · modifier les données |
| Houdilcourt                 | 08229      | CC du Pays Rethélois         | 11,30            | 143 (2022)                        | 13                 | modifier les données · modifier les données |
| Inaumont                    | 08234      | CC du Pays Rethélois         | 4,75             | 136 (2022)                        | 29                 | modifier les données · modifier les données |
| Juniville                   | 08239      | CC du Pays Rethélois         | 26,20            | 1 232 (2022)                      | 47                 | modifier les données · modifier les données |
| Justine-Herbigny            | 08240      | CC des Crêtes Préardennaises | 11,77            | 164 (2022)                        | 14                 | modifier les données · modifier les données |
| Lucquy                      | 08262      | CC des Crêtes Préardennaises | 5,07             | 579 (2022)                        | 114                | modifier les données · modifier les données |
| Ménil-Annelles              | 08286      | CC du Pays Rethélois         | 9,15             | 102 (2022)                        | 11                 | modifier les données · modifier les données |
| Ménil-Lépinois              | 08287      | CC du Pays Rethélois         | 18,01            | 144 (2022)                        | 8,0                | modifier les données · modifier les données |
| Mesmont                     | 08288      | CC des Crêtes Préardennaises | 11,32            | 91 (2022)                         | 8,0                | modifier les données · modifier les données |
| Mont-Laurent                | 08306      | CC du Pays Rethélois         | 6,83             | 51 (2022)                         | 7,5                | modifier les données · modifier les données |
| Montmeillant                | 08307      | CC des Crêtes Préardennaises | 7,02             | 84 (2022)                         | 12                 | modifier les données · modifier les données |
| Nanteuil-sur-Aisne          | 08313      | CC du Pays Rethélois         | 7,92             | 149 (2022)                        | 19                 | modifier les données · modifier les données |
| Neuflize                    | 08314      | CC du Pays Rethélois         | 13,78            | 850 (2022)                        | 62                 | modifier les données · modifier les données |
| La Neuville-en-Tourne-à-Fuy | 08320      | CC du Pays Rethélois         | 27,34            | 531 (2022)                        | 19                 | modifier les données · modifier les données |
| La Neuville-lès-Wasigny     | 08323      | CC des Crêtes Préardennaises | 5,21             | 162 (2022)                        | 31                 | modifier les données · modifier les données |
| Neuvizy                     | 08324      | CC des Crêtes Préardennaises | 8,62             | 119 (2022)                        | 14                 | modifier les données · modifier les données |
| Novion-Porcien              | 08329      | CC des Crêtes Préardennaises | 17,21            | 519 (2022)                        | 30                 | modifier les données · modifier les données |
| Novy-Chevrières             | 08330      | CC du Pays Rethélois         | 17,20            | 744 (2022)                        | 43                 | modifier les données · modifier les données |
| Perthes                     | 08339      | CC du Pays Rethélois         | 23,41            | 303 (2022)                        | 13                 | modifier les données · modifier les données |
| Poilcourt-Sydney            | 08340      | CC du Pays Rethélois         | 7,88             | 169 (2022)                        | 21                 | modifier les données · modifier les données |
| Puiseux                     | 08348      | CC des Crêtes Préardennaises | 3,41             | 110 (2022)                        | 32                 | modifier les données · modifier les données |
| Remaucourt                  | 08356      | CC des Crêtes Préardennaises | 10,80            | 173 (2022)                        | 16                 | modifier les données · modifier les données |
| Renneville                  | 08360      | CC des Crêtes Préardennaises | 9,85             | 192 (2022)                        | 19                 | modifier les données · modifier les données |
| Rocquigny                   | 08366      | CC des Crêtes Préardennaises | 36,85            | 652 (2022)                        | 18                 | modifier les données · modifier les données |
| Roizy                       | 08368      | CC du Pays Rethélois         | 11,15            | 220 (2022)                        | 20                 | modifier les données · modifier les données |
| La Romagne                  | 08369      | CC des Crêtes Préardennaises | 9,91             | 130 (2022)                        | 13                 | modifier les données · modifier les données |
| Rubigny                     | 08372      | CC des Crêtes Préardennaises | 5,12             | 61 (2022)                         | 12                 | modifier les données · modifier les données |
| Saint-Fergeux               | 08380      | CC du Pays Rethélois         | 25,50            | 217 (2022)                        | 8,5                | modifier les données · modifier les données |
| Saint-Germainmont           | 08381      | CC du Pays Rethélois         | 15,69            | 813 (2022)                        | 52                 | modifier les données · modifier les données |
| Saint-Jean-aux-Bois         | 08382      | CC des Crêtes Préardennaises | 8,90             | 93 (2022)                         | 10                 | modifier les données · modifier les données |
| Saint-Loup-en-Champagne     | 08386      | CC du Pays Rethélois         | 15,77            | 340 (2022)                        | 22                 | modifier les données · modifier les données |
| Saint-Quentin-le-Petit      | 08396      | CC du Pays Rethélois         | 8,95             | 124 (2022)                        | 14                 | modifier les données · modifier les données |
| Saint-Remy-le-Petit         | 08397      | CC du Pays Rethélois         | 7,50             | 55 (2022)                         | 7,3                | modifier les données · modifier les données |
| Saulces-Monclin             | 08402      | CC des Crêtes Préardennaises | 20,23            | 841 (2022)                        | 42                 | modifier les données · modifier les données |
| Sault-lès-Rethel            | 08403      | CC du Pays Rethélois         | 6,45             | 1 932 (2022)                      | 300                | modifier les données · modifier les données |
| Sault-Saint-Remy            | 08404      | CC du Pays Rethélois         | 9,63             | 208 (2022)                        | 22                 | modifier les données · modifier les données |
| Seraincourt                 | 08413      | CC du Pays Rethélois         | 16,20            | 257 (2022)                        | 16                 | modifier les données · modifier les données |
| Sery                        | 08415      | CC des Crêtes Préardennaises | 18,57            | 319 (2022)                        | 17                 | modifier les données · modifier les données |
| Seuil                       | 08416      | CC du Pays Rethélois         | 11,79            | 182 (2022)                        | 15                 | modifier les données · modifier les données |
| Sévigny-Waleppe             | 08418      | CC du Pays Rethélois         | 24,11            | 222 (2022)                        | 9,2                | modifier les données · modifier les données |
| Son                         | 08426      | CC du Pays Rethélois         | 9,03             | 89 (2022)                         | 9,9                | modifier les données · modifier les données |
| Sorbon                      | 08427      | CC du Pays Rethélois         | 14,43            | 222 (2022)                        | 15                 | modifier les données · modifier les données |
| Sorcy-Bauthémont            | 08428      | CC des Crêtes Préardennaises | 11,14            | 147 (2022)                        | 13                 | modifier les données · modifier les données |
| Tagnon                      | 08435      | CC du Pays Rethélois         | 23,97            | 892 (2022)                        | 37                 | modifier les données · modifier les données |
| Taizy                       | 08438      | CC du Pays Rethélois         | 9,11             | 101 (2022)                        | 11                 | modifier les données · modifier les données |
| Le Thour                    | 08451      | CC du Pays Rethélois         | 16,62            | 363 (2022)                        | 22                 | modifier les données · modifier les données |
| Thugny-Trugny               | 08452      | CC du Pays Rethélois         | 13,41            | 248 (2022)                        | 18                 | modifier les données · modifier les données |
| Vaux-lès-Rubigny            | 08465      | CC des Crêtes Préardennaises | 3,92             | 44 (2022)                         | 11                 | modifier les données · modifier les données |
| Vaux-Montreuil              | 08467      | CC des Crêtes Préardennaises | 8,35             | 108 (2022)                        | 13                 | modifier les données · modifier les données |
| Viel-Saint-Remy             | 08472      | CC des Crêtes Préardennaises | 22,63            | 300 (2022)                        | 13                 | modifier les données · modifier les données |
| Vieux-lès-Asfeld            | 08473      | CC du Pays Rethélois         | 6,66             | 298 (2022)                        | 45                 | modifier les données · modifier les données |
| Ville-sur-Retourne          | 08484      | CC du Pays Rethélois         | 9,56             | 73 (2022)                         | 7,6                | modifier les données · modifier les données |
| Villers-devant-le-Thour     | 08476      | CC du Pays Rethélois         | 16,41            | 417 (2022)                        | 25                 | modifier les données · modifier les données |
| Villers-le-Tourneur         | 08479      | CC des Crêtes Préardennaises | 7,85             | 216 (2022)                        | 28                 | modifier les données · modifier les données |
| Wagnon                      | 08496      | CC des Crêtes Préardennaises | 15,28            | 108 (2022)                        | 7,1                | modifier les données · modifier les données |
| Wasigny                     | 08499      | CC des Crêtes Préardennaises | 9,98             | 280 (2022)                        | 28                 | modifier les données · modifier les données |
| Wignicourt                  | 08500      | CC des Crêtes Préardennaises | 4,49             | 57 (2022)                         | 13                 | modifier les données · modifier les données |
| Arrondissement de Rethel    | 082        |                              | 1 199,70         | 37 306 (2022)                     | 31                 | modifier les données                        |

## Sous-préfets
| Période           | Période           | Identité               | Fonction précédente | Observation |
| ----------------- | ----------------- | ---------------------- | --- | --- |
| 1878              | 1880              | Pierre Louvel          | | - |
| [...]             | -                 | -                      | | - |
| 1883              | 1886              | Ferdinand Toucas       | | |
| [...]             |                   |                        | | |
| 1899              | 1904              | Pierre Genebrier       | | - |
| [...]             | -                 | -                      | | - |
| 1921              | -                 | Emile Ostrowski        | | - |
| [...]             | -                 | -                      | | - |
| 1927              | 1930              | Alfred Papinot         | sous-préfet de Vitry-le-François | sous-préfet d'Autun |
| [...]             | -                 | -                      | | - |
| 1929              | 1930              | Maurice Aghulon        | | - |
| [...]             | -                 | -                      | | - |
| 1941              | -                 | Roger Bonnaud Delamare | | - |
| 1941              | -                 | Pierre Larieu          | | - |
| [...]             | -                 | -                      | | - |
| 1949              | 1950              | Jacques Gandouin       | | |
| [...]             |                   |                        | | |
| 1958              | -                 | Lucien Lanier          | | - |
| [...]             | -                 | -                      | | - |
| 1988              | 31 mai 1990       | Jean-Jacques Caron     | | Décoré chevalier de l'ordre national de la Légion d'honneur Décoré chevalier de l'ordre national du Mérite Décoré chevalier des palmes académiques Décoré officier du mérite agricole |
| 31 mai 1990       | 10 août 1993      | Laurent Viguier        | Administrateur civil de 2e classe | - |
| -                 | 19 octobre 1995   | Gérard André           | Administrateur civil | - |
| 16 janvier 1996   | 23 juillet 1998   | Jean-François Devemy   | Sous-préfet de 2e classe, directeur du cabinet du préfet de la Loire                                                                                           | - |
| 23 juillet 1998   | 31 juillet 2000   | Marie Guichaoua        | Conseiller du corps des tribunaux administratifs et des cours administratives d'appel                                                                          | - |
| 31 juillet 2000   | 2 août 2002       | Marc Lavail            | Premier conseiller du corps des tribunaux administratifs et des cours administratives d'appel                                                                  | - |
| 24 juin 2003      | 9 septembre 2004  | Alice Coste            | Directrice de préfecture | - |
| 23 septembre 2004 | 23 février 2007   | Eric de La Moussaye    | Conseiller des affaires étrangères | - |
| 23 février 2007   | 29 juillet 2009   | Emmanuel Gérat         | Administrateur civil | - |
| 29 juillet 2009   | 27 janvier 2011   | Florence Gouache       | Magistrate de l'ordre judiciaire | - |
| 22 juillet 2011   | 29 octobre 2013   | Eric Zabouraeff        | Conseiller d'administration de l'intérieur et de l'outre-mer                                                                                                   | - |
| 29 octobre 2013   | 25 septembre 2015 | Olivier Ginez          | Maître de conférences | - |
| 2 octobre 2015    | 17 novembre 2017  | Emmanuel Coquand       | Inspecteur de la jeunesse et des sports | - |
| 17 janvier 2018   | 5 janvier 2021    | Mireille Higinnen-Bier | Directrice des services de la protection judiciaire de la jeunesse hors classe détachée en qualité de sous-préfète hors classe, sous-préfète de Château-Chinon | - |
| 18 février 2021   | 27 septembre 2023 | David Berthou          | Premier conseiller du corps des tribunaux administratifs et des cours administratives d'appel                                                                  | - |
| 26 février 2024   | -                 | David Hicham           | Inspecteur de santé publique vétérinaire | - |

## Démographie
En 2022, l'arrondissement comptait 37 306 habitants.
| 1968   | 1975   | 1982   | 1990   | 1999   | 2006   | 2011   | 2016   | 2021   |
| ------ | ------ | ------ | ------ | ------ | ------ | ------ | ------ | ------ |
| 36 066 | 34 744 | 34 261 | 34 213 | 33 951 | 35 152 | 36 623 | 37 384 | 37 339 |

| 2022   | - | - | - | - | - | - | - | - |
| ------ | - | - | - | - | - | - | - | - |
| 37 306 | - | - | - | - | - | - | - | - |